# 川端新
川端 新（かわばた しん、1964年12月5日 - 1999年11月12日）は、日本の歴史学者、山口大学人文学部助教授。専攻は日本中世史。京都市生まれ。

## 経歴
- 1983年3月 京都府立北稜高等学校卒業[1]
- 1988年3月 京都大学文学部国史学専攻卒業[1]
- 1996年
  - 3月 京都大学大学院博士後期課程研究指導認定退学[2]
  - 4月 京都大学文学部助手[2]
- 1997年4月 山口大学人文学部専任講師[2]
- 1999年
  - 3月 「荘園制成立史の研究」で博士（文学）（京都大学）[3]
  - 4月 山口大学人文学部助教授[3]
  - 11月12日死去[3]

## 人物
- 京都大学では上横手雅敬・大山喬平に師事[4]。同期は京都大学教授の上島享[5]。
- 父は京都大学名誉教授で国語学者の川端善明、母は著作家の川端春枝、姉は児童文学研究者の川端有子[1]。
- 最大の研究業績として中田薫以来の寄進地系荘園の荘園理解を批判して立荘論と呼ばれる王家・摂関家を中心とする中央からの荘園編成の重要性を主張した。

## 著書
- 『荘園制成立史の研究』（思文閣出版、2000年）